# Dryoscopus
Dryoscopus is een geslacht van zangvogels dat behoort tot de familie  Malaconotidae, ook wel bosklauwieren genoemd omdat ze qua gedrag op klauwieren lijken. Alle vogels uit dit geslacht komen alleen voor in Afrika.

## Kenmerken
De soorten uit dit geslacht zijn merendeels zwart, wit en grijs gekleurd. 

## Naamgeving
In het Nederlands heten de soorten poederdonsklauwieren. Het woord poederdons heeft betrekking op een dichte bos veertjes die het mannetje van een aantal soorten op de rug en de stuit heeft zitten. In het Engels heet dit heel compact een puffback wat zich moeizaam laat vertalen als een rug met een poederdonsje.

## Soorten
Het geslacht kent de volgende soorten:
- Dryoscopus angolensis – Gabonpoederdonsklauwier
- Dryoscopus cubla – Poederdonsklauwier
- Dryoscopus gambensis – Gambiapoederdonsklauwier
- Dryoscopus pringlii – Dwergpoederdonsklauwier
- Dryoscopus sabini – Sabines poederdonsklauwier
- Dryoscopus senegalensis – Bospoederdonsklauwier